# Куратури (Алба)
Куратури (рум. Curături) насеље је у Румунији у округу Алба у општини Рошија Монтана. Општина се налази на надморској висини од 590 m.

## Становништво
Према подацима из 2002. године у насељу је живело 197 становника, од којих су сви румунске националности.